# 宮嶋淳子
宮嶋 淳子（みやじま じゅんこ、7月21日 - ）は、日本の作詞家。血液型はA型。

## 略歴・人物
東京都練馬区出身。
アーティストとして歌唱活動を行う傍ら、2010年より他アーティストへの歌詞提供を開始。音楽活動を終えた後、2014年より音楽事務所SUPA LOVEと作詞家専属契約を結び
、本格的に作詞家としての活動を開始した。2025年からはフリーランスとして活動している。
代表作には『ラブライブ！スーパースター!!』、『ウマ娘 プリティーダービー』、『かぐや様は告らせたい〜天才たちの恋愛頭脳戦〜』、『KING OF PRISM』などがある。
また、シナリオライターとしてのキャリアも有する。

## 提供

### 歌手・声優・アーティスト
- i☆Ris
  - My Bright…(共作)
  - Daily Berry!!
- 藍井エイル
  - Discord
- 朝倉杏子
  - h走り出したら
- 麻倉もも
  - さよなら観覧車
  - スマッシュ・ドロップ
  - 彩色硝子
  - シュワワ![9]
- アネモネリア
  - anemos
  - Life is サイダー
- 荒咬オウガ
  - Silent Night Requiem
- アルスマグナ
  - フェスティバル・オブ・テラー
  - Anyway, Sing!(共作)
  - Fullmoon Memories
- アルテミスの翼
  - 星ノ唄
- UNLAME
  - Prismatic…
  - UNLAME
- 上田堪大
  - ブルーキャットエレジー
  - Sea the Light(共作)
- 内田彩
  - Under Control
  - Beautiful world(共作)
  - ぐんまちゃん えかきうた(共作)
- 8P
  - Come on a my café
  - MYSTIC SECRET
  - Light-blue Wind
  - Happy Glitter
  - 緑の行方
  - アニマルズ・パレード
  - アニマルズ・パレード 〜No No Thanks!〜
  - アニマルズ・パレード 〜星降る夜には〜
  - アニマルズ・パレード 〜Build my Dream〜
  - アニマルズ・パレード 〜レッスン・デイズ〜
  - 君になつ恋！
  - Maple Girl! Maple Boy
  - 1/3ビターエンド
  - 桜の旋律
  - Trigger Again
  - 白羽根のKrieger
  - Course of my fate
  - 終わらないBlooming
  - Short Film
- 小片リサ
  - 虹を超える（共作）
- 岡本信彦
  - Fun Fantasy（共作）
- 柿原徹也
  - Don’t Doubt!
  - ジェラシーメイカー
  - AM#DRIVE
  - Good time
  - 道
- 柿原徹也×岡本信彦
  - One Morning
- かみやど（ひらがなかみやど）
  - I believe…
  - キセキの唄
  - キミのために鳴らすファンファーレ(共作)
- CatChu!
  - オルタネイト
  - 影遊び
  - ディストーション
  - 全力ライオット
- KALEIDOSCORE
  - ベロア
  - 不可視なブルー
  - ニュートラル
  - カメリアの囁き
- monogatary.com

　空想アニメプロジェクト
『〜まだ見ぬ青を探して〜時々カルテット』
- - 青いリフレイン
- ClariS
  - スノーライト(共作)
- 後藤真希
  - CLAP CLAP(共作)
- 斉藤朱夏
  - ぷぷぷ
- 佐藤拓也
  - 千夜一恋 〜senya-ichiren〜
  - 烈火の花となれ
- GILLE
  - Shake it !! feat.ゴスペラーズ(共作)
  - らしく(共作)
  - STAY(共作)
  - SKY(共作)
  - Night and Day(共作)
  - beautiful(共作)(マカオ観光局プロモーションイメージソング)
- 5yncri5e!
  - Dancing Raspberry
  - A Little Love
  - Jellyfish
  - Thank you Good morning
- すとぷり
  - AquaKiss
  - Endless Flight
- SUPER☆GiRLS
  - ひかりの季節
  - Re Star☆T!!!!!!
- SUPER★DRAGON
  - 夢で逢えたら
- 諏訪ななか
  - Strawberry Egoist
  - Lavender Tears
- 高垣彩陽
  - 幸せのかたち
- DAZBEE(ダズビー)
  - イビツナコトバ（日本語訳）
  - Bambi（日本語訳）
- chuLa
  - HERO☆ストラックアウト
- CHERRSEE
  - カメレオン
  - Hallo
- Teresa
  - Promising myself
  - Sympathy
- つばきファクトリー
  - 足りないもの埋めてゆく旅
- ときのそら
  - リア/リモシンパサイザー
- 富田美憂
  - 片思いはじめました
  - Dear Teddy
- nuance
  - Love chocolate?
  - 8月のネイビー
  - カレーフレーバー
- halca
  - 曖昧グラデーション
  - つぶやきレター(野いちご文庫『32回、好きって言うよ。』イメージソング)
  - キミの隣
  - サカナイトデイズ(TOKYO MX/MUSIC ON! TV「LisAni!NAVI」テーマソング)
  - 明日もまた
  - スターティングブルー
  - うそじゃないよ
  - HORiZON
  - センチメンタルクライシス
  - Majolica Palette
  - Knockin’ on!!
  - Distortionary
  - 放課後のリバティ
  - Complexの事情
  - A・WA・WA・WA
  - あの頃の僕たちを
  - サワリタイミライ
  - 時としてバイオレンス
  - Fuzzy Rain
  - キュンとさせてあげるよ
  - FIRST DROP
  - キミがいたしるし
  - ロマンティックマニフェスト
  - Good Luck Waker [10]
- 樋口楓
  - ステレオアイデンティティ
- 緋月ゆい
  - イケナイエトランゼ
- Beatcats
  - Halloween Zombie-Nya!!
- B-PROJECT
  - ALMOND（寺光唯月）
- FRUITS ZIPPER
  - Going!（共作）
- Fleur*
  - 月恋リグレット
  - Player
  - カキーン☆THEフューチャー
  - あぶくのマーメイド
  - わっしょいPartyNight!!
- petit milady
  - She CAN DROPS☆
- Priiry♡ from A応P
  - Dark Matter LOVIN’ YOU
- 星川サラ
  - こころミルキーウェイ！
- ほすちる
  - じぶん(共作)
- 祭nine.
  - WIN! WIN! WINTER(テレビ朝日系『musicるTV』オープニングテーマ)
- 宮本佳林
  - 愛してるの言葉だけで
- May'n
  - コイトゲ(無料漫画・小説アプリcomico「こいいぬ。」イメージソング)
- 矢島舞美
  - 愛をみせてくれませんか
- 山崎エリイ
  - ドーナツガール
- 吉田凜音
  - 25時（ドラマ『妖怪人間ベラ 〜Episode 0〜』主題歌）
  - JASMINE
- Raon
  - クネクネ（日本語訳）
- Liella!
  - 私のSymphony
  - だから僕らは鳴らすんだ!
  - この街でいまキミと
  - 未来予報ハレルヤ!
  - Tiny Stars
  - GOING UP
  - 1.2.3！
  - 常夏☆サンシャイン
  - Wish Song
  - バイバイしちゃえば！？
  - 瞬きの先へ
  - ノンフィクション!!
  - Starlight Prologue
  - Dream Rainbow
  - Primary
  - Memories
  - Anniversary
  - Message
  - Ringing!
  - Dears
  - Departure
  - Shooting Voice!!
  - What a Wonderful Dream!!
  - 水色のSunday
  - Flyer’s High
  - みてろ！
  - 微熱のワルツ
  - 青空を待ってる
  - ユニゾン
  - 心キラララ
  - Oh！レディ・ステディ・ポジティブ
  - 勇気のカケラ
  - ヒロインズ☆ランウェイ
  - リバーブ
  - トゥ！トゥ！トゥ！
  - 探して！Future
  - HAPPY TO DO WA!
  - Stella!
  - 変わらないすべて
  - クレッシェンドゆ・ら
  - WE WILL
  - スター宣言
  - 水しぶきのサイン
  - Welcome to 僕らのセカイ
  - Go!! リスタート
  - 色づいて透明
  - 揺らぐわ
  - ビタミンSUMMER！
  - Chance Day, Chance Way！
  - ユートピアマジック
  - POP TALKING
  - Sing！Shine！Smile！
  - 未来の音が聴こえる
  - 名前呼びあうように
  - TO BE CONTINUED
  - Second Sparkle
  - ビギナーズRock!!
  - ミッドナイトラプソディ
  - 星屑クルージング
  - 君を想う花になる
  - 茜心
  - ガラスボールリジェクション
  - Eyeをちょうだい
  - Starry Prayer
  - Free Flight
  - キラーキューン☆
  - UNIVERSE!!
  - Jump Into the New World
  - シェキラ☆☆☆
  - FANTASTiC
  - アイコトバ！
- Liyuu
  - Reply
  - ミルクキャンディ
- ReoNa
  - 一番星（共作）
- REGIIIIINA!!
  - Join!
  - Catch Your Feeling(ABC・テレビ朝日系列『砂羽と可奈子があの街の美味しいギャップ大発見!だけど食堂』エンディングテーマ)
  - Tears
  - トビラ
- 和氣あず未
  - シトラス

### テレビアニメ・劇場アニメ
- BORUTO-ボルト- -NARUTO NEXT GENERATIONS-
  - キミがいたしるし(エンディングテーマ)
- ラブライブ!スーパースター!!1期
  - だいすきのうた（劇中歌）
  - いつか（劇中歌）
  - 私のSymphony(挿入歌)
  - 未来予報ハレルヤ!(挿入歌)
  - Tiny Stars(挿入歌)
  - 常夏☆サンシャイン(挿入歌)
  - ノンフィクション!!(挿入歌)
  - Wish Song(挿入歌)
  - Starlight Prologue(挿入歌)
  - Primary（リエラのうた）
  - Memories（リエラのうた）
  - Anniversary（リエラのうた）
  - Message（リエラのうた）
  - Ringing!（リエラのうた）
  - Dears（リエラのうた）
  - Departure（リエラのうた）
- ラブライブ!スーパースター!!2期
  - WE WILL（オープニングテーマ）
  - Welcome to 僕らのセカイ(挿入歌)
  - Go!! リスタート(挿入歌)
  - ビタミンSUMMER！(挿入歌)
  - Chance Day, Chance Way！(挿入歌)
  - Sing！Shine！Smile！(挿入歌)
  - 未来の音が聴こえる(挿入歌)
  - Butterfly Wing(挿入歌)
  - エーデルシュタイン(挿入歌)
  - Dreamer Coaster（リエラのうた）
  - エンドレスサーキット（リエラのうた）
  - 迷宮讃歌（リエラのうた）
  - プライム・アドベンチャー（リエラのうた）
  - パレードはいつも（リエラのうた）
  - 駆けるメリーゴーランド（リエラのうた）
  - Time to go（リエラのうた）
- ワンダーエッグ・プライオリティ
  - Life is サイダー(エンディングテーマ)
- ウマ娘 プリティーダービー
  - ささやかな祈り(挿入歌)
- アイドルタイムプリパラ
  - GOスト♭コースター(挿入歌)
  - サンシャイン・ベル(挿入歌)
  - すた〜らいとカーニバル☆(挿入歌)
  - リンリン♪がぁらふぁらんど(挿入歌)
- かぐや様は告らせたい〜天才たちの恋愛頭脳戦〜
  - センチメンタルクライシス(エンディングテーマ)
- かぐや様は告らせたい-ファーストキッスは終わらない-
  - ロマンティックマニフェスト(挿入歌)
- 彼女、お借りします
  - FIRST DROP(第7話エンディングテーマ)
- 逆転裁判 〜その「真実」、異議あり!〜 Season 2
  - スターティングブルー(エンディングテーマ)
- キラッとプリ☆チャン
  - じゃんけんキラッと!プリ☆チャン(エンディングテーマ)
  - Play Sound☆(挿入歌)
  - パーフェクト・フィナーレ(挿入歌)
  - フレンドパスワード(挿入歌)
  - フレンドパスワード〜Another world〜(挿入歌)
  - ツヨキ!ツインテールズ(挿入歌)
- KING OF PRISM
  - ドラマチックLOVE(劇場版KING OF PRISM by PrettyRhythmエンディングテーマ)
  - Sweet Sweet Sweet
  - アゲハ蝶、夢舞い恋しぐれ
  - レジェンド・ワールド
  - Groovin’ Chara-Emo Night
  - ルナティックDEStiNy(劇場版KING OF PRISM -PRIDE the HERO-挿入歌)
  - Winter Eyes
  - Silent Promise
  - 366LOVEダイアリー(劇場版KING OF PRISM -Shiny Seven Stars-エンディングテーマ)
  - Orange Flamingo(KING OF PRISM -Shiny Seven Stars- 挿入歌)
  - プラトニックソード(KING OF PRISM -Shiny Seven Stars- 挿入歌)
  - I know Shangri-La(KING OF PRISM -Shiny Seven Stars- 挿入歌)
  - LOVEグラフィティ(KING OF PRISM ALL STARS -プリズムショー☆ベストテン- 主題歌)
  - ダイスキリフレイン(KING OF PRISM ALL STARS -プリズムショー☆ベストテン- 挿入歌)
- ご注文はうさぎですか?
  - ショコラティーヌ de 3時
  - ラ・エレガンス
- 邪神ちゃんドロップキック
  - 時としてバイオレンス(オープニングテーマ)
- SUPER LOVERS (漫画)
  - ハピネスYOU&ME(エンディングテーマ)
- SHOW BY ROCK!!
  - ネオンテトラの空(挿入歌)
  - ラストジャッジ
  - 乙女陽炎
- 探偵オペラ ミルキィホームズ
  - Heart Mystery
- となりの吸血鬼さん
  - HAPPY!! ストレンジフレンズ(エンディングテーマ)
  - うららかアフタヌーン
- パズドラ (テレビアニメ)
  - スマッシュ・ドロップ(エンディングテーマ)
- プリパラ
  - ぱぴぷぺ☆POLICE(挿入歌)
  - かりすま〜とGIRL☆Yeah! (挿入歌)
  - かりすま〜とGIRL☆Yeah!（ノンシュガーVer.）
  - Girl’s Fantasy(挿入歌)
  - Girl’s Fantasy -Jeweliw with Janis Ver.- (挿入歌)
  - Ha Cha Me Cha テレパシー
  - スター☆ア・ラ・カルト
- ぼくたちは勉強ができない!
  - 放課後のリバティ(エンディングテーマ)
- ヲタクに恋は難しい
  - キミの隣(エンディングテーマ)
  - 明日もまた(第9話エンディングテーマ)
- スケートリーディング☆スターズ
  - シンクロ☆ハッピーデイズ
  - Run Alone
- MUTEKING THE Dancing HERO
  - JASMINE (挿入歌)
- 婚約破棄された令嬢を拾った俺が、イケナイことを教え込む
  - イケナイエトランゼ(OP)[11]
  - ルルリルリララ
- ウマ娘 プリティーダービー Season 3
  - 光の後ろ姿(挿入歌)

### ゲーム
- アーケードゲーム「ひみつのアイプリ」
  - ハピハピハッピー☆マイバースデー
- アーケードゲーム「プリパラ」
  - Step -Secretはあと♡-
  - Shooting STAR(紫京院ひびきver.)
  - 夢川きょうだいのクリスマスメドレー
  - と・き・め・きDays(黒須あろまver.)
  - ミラクル☆キラッツクリスマスメドレー
  - 紫京院ひびきディナーショー クリスマススペシャルメドレーwithあじみ
- アイドリッシュセブン
  - Don’t Analyze Me（御堂虎於＆棗巳波）
- ウマ娘 プリティーダービー
  - 猪突猛進爆進中!!(共作)
- ときめきメモリアル
  - めくってスキ!?キライ!?
  - 夢はデコレーションケーキ
  - It's my Revolution
  - 七色のSeason
  - 萌え萌えはっぴぃDAYS
  - 夢路の先
  - Love is a Melody
- ラブプラス
  - バレンタインの愛言葉
  - 三日月オレンジ
  - もうちょっと
- Paradigm Paradox（オトメイト）
  - Course of my fate（オープニングテーマ）
  - 終わらないBlooming（エンディングテーマ）
- シンスメモリーズ 星天の下で
  - Hello and Good-bye